# Boccale

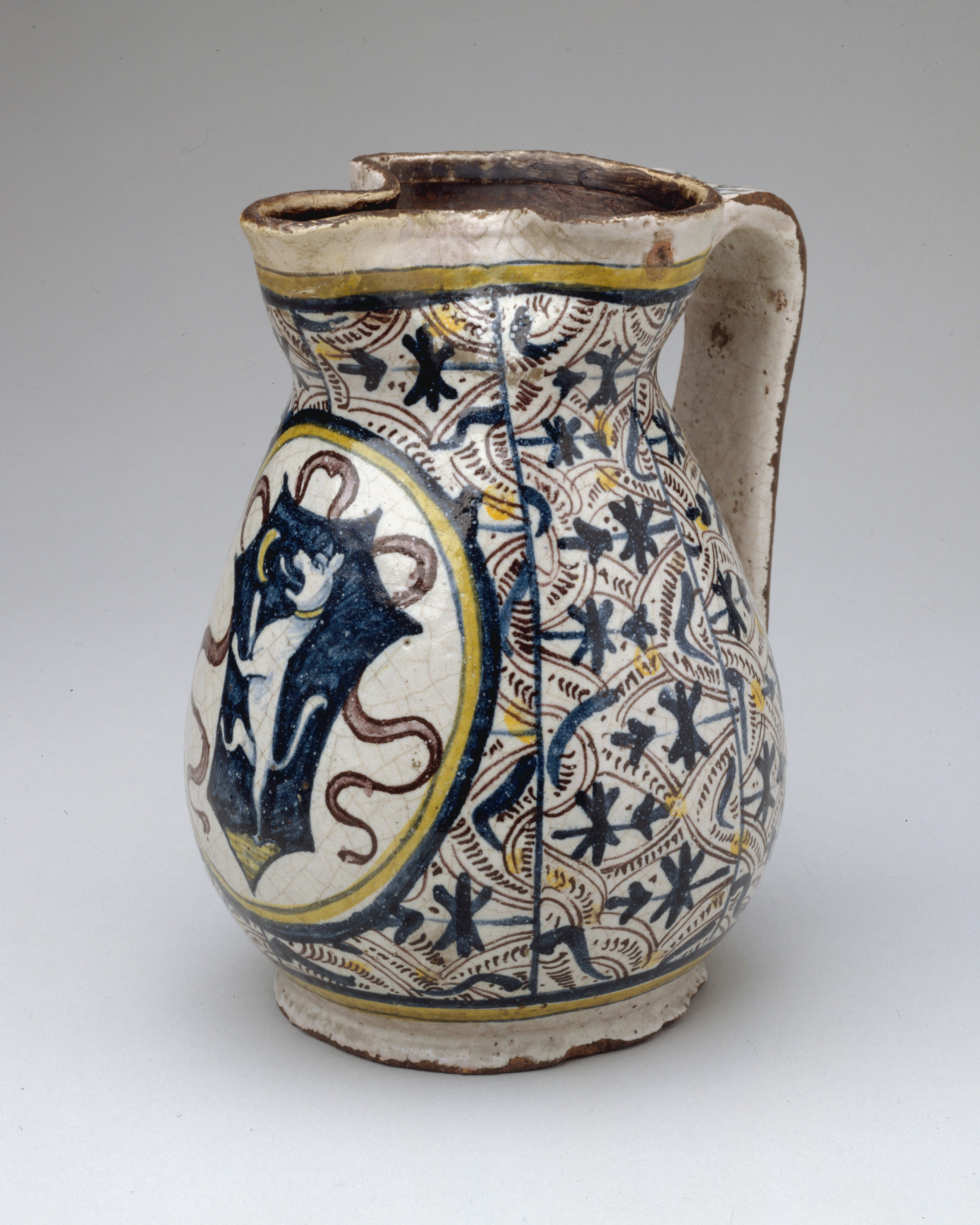
Boccale quattrocentesco in ceramica esposto nel Metropolitan Museum of Art

Per boccale si intende un robusto recipiente per liquidi, spesso in vetro o ceramica, dotato di manico verticale e beccuccio. In alcuni casi, il boccale può essere provvisto di coperchio. Diverso è il boccale di birra, che è invece cilindrico e più simile al bicchiere da birra.

## Etimologia
Il termine "boccale" deriva dal latino baucāle(m), a sua volte proveniente dal greco baukális, con influsso di "bocca".

## Tipologie

### Boccale da birra

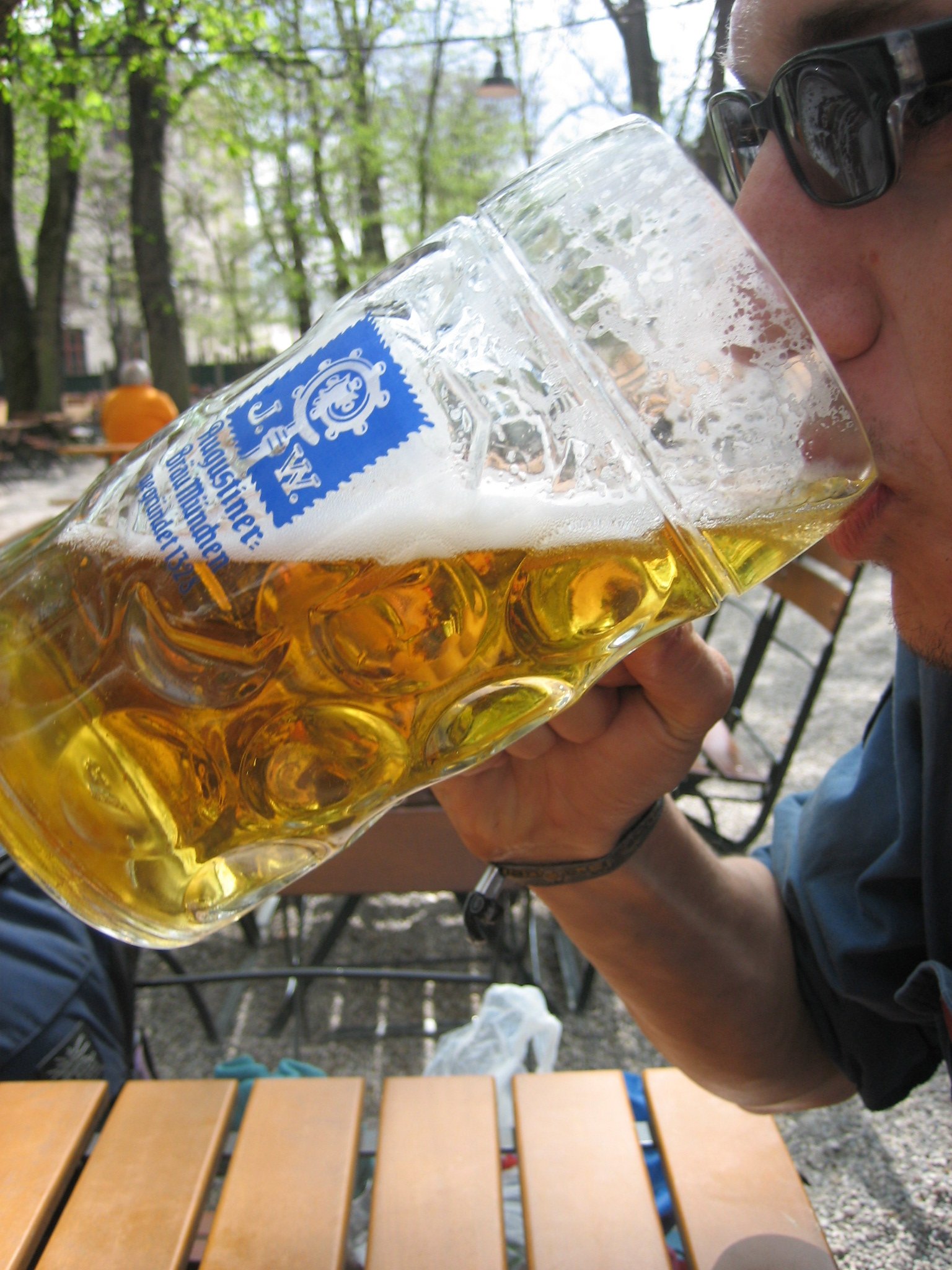
Un boccale di birra in vetro

Il tradizionale boccale da birra tedesco ideato per contenere birra è caratterizzato dall'avere un solo manico ad ansa. Il tipico boccale tedesco ha una capacità di 1 litro, mentre in paesi come la Repubblica Ceca è più diffuso quello da 0,5 litri; ne esistono anche di molto più capienti, fino a 5 litri. Il materiale di cui sono fatti può essere peltro, argento, legno, porcellana, ceramica o, più frequentemente, vetro. Esistono anche modelli che presentano un coperchio in metallo. In Germania è chiamato Steinkrug se in porcellana, Glaskrug se in vetro. Il termine generico Maßkrug indica il boccale da un Maß, unità di misura originariamente corrispondente a 1,069 litri ed oggi "adattata" ad un litro esatto.
I boccali eccessivamente decorati, che si è soliti trovare nei negozi di souvenir bavaresi, sono per lo più oggettistica da turisti e raramente sono adoperati per bere. Decorazioni tipiche sono i classici motivi bavaresi come il Neuschwanstein, l'orologio della Marienplatz a Monaco o il simbolo dell'annuale Oktoberfest. In Germania, in particolare all'Oktoberfest di Monaco o nei numerosi biergarten, ordinando una birra ci si vedrà servire un litro della bevanda in un Maßkrüge, a differenza della "media" che ci si aspetterebbe in un qualsiasi bar italiano.

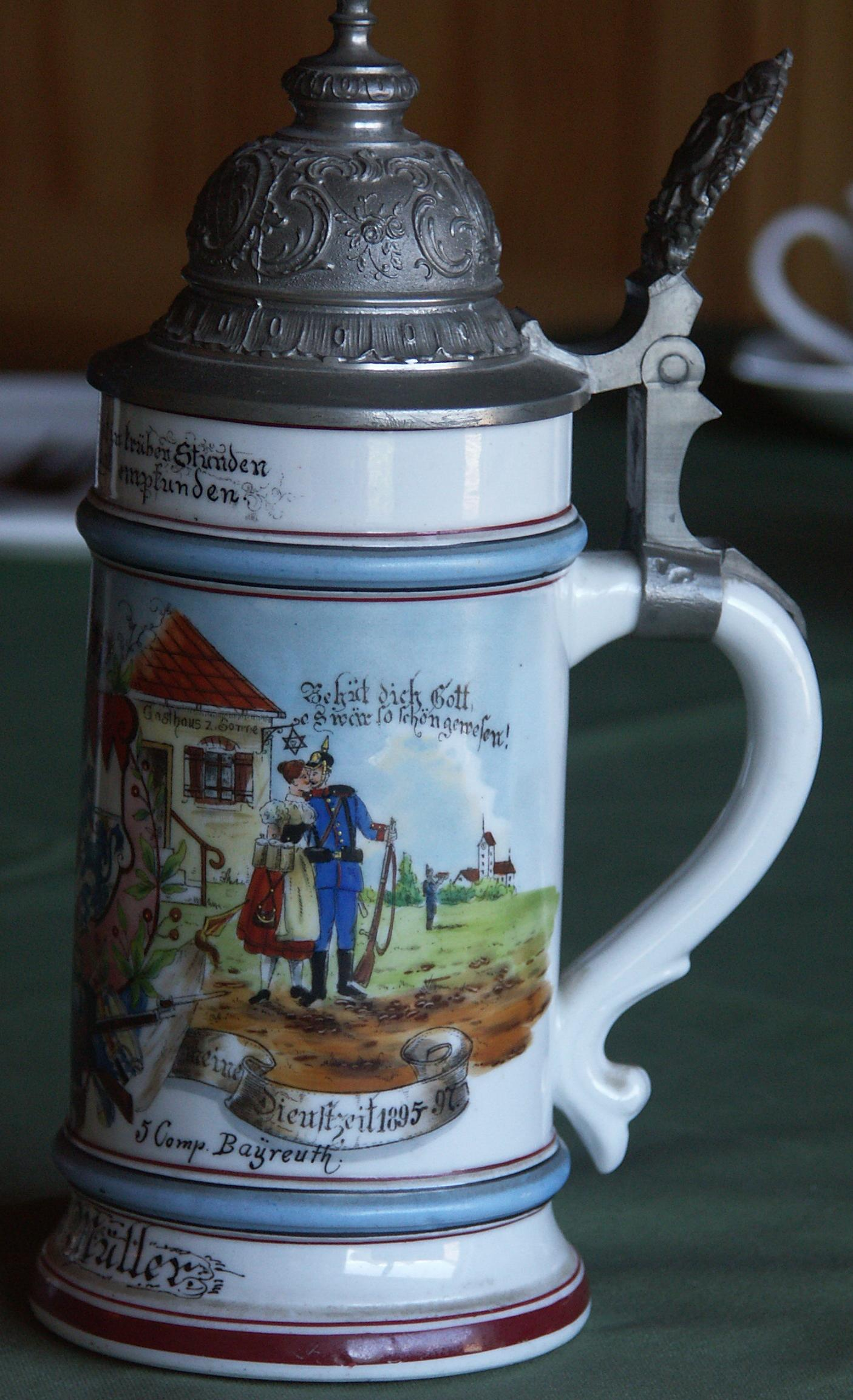
Boccale con coperchio

Il coperchio previene la fuoriuscita di birra se il bevitore è coinvolto in attività movimentate, come cantare e ballare in un biergarten, oppure ondeggiare il boccale a tempo di musica oppure ancora semplicemente brindare. Originariamente fu concepito come misura di igiene: durante le estati di fine XV secolo, l'Europa centrale era infatti sovente infestata da sciami di mosche e questo portò ben presto le autorità tedesche a legiferare affinché fosse obbligatorio che tutti i contenitori di cibo e bevande avessero un coperchio. Aggiungendo una semplice leva al leggero coperchio, fu reso possibile il sollevamento dello stesso con il pollice della stessa mano con cui si reggeva il boccale.